# Фронин, Владислав Александрович
 Владисла́в Алекса́ндрович Фро́нин (21 апреля 1952, д. Андреевка, Чердаклинский район, Ульяновская область, СССР) — советский и российский журналист. Главный редактор «Российской газеты» и журнала «Родина». Заслуженный работник культуры Российской Федерации (2016).

## Биография
Родился 21 апреля 1952 года в деревне Андреевке Чердаклинского района Ульяновской области.
В 1974 году окончил историко-филологический факультет Казанского государственного университета по кафедре журналистики по специальности «журналистика».
Журналистскую карьеру начал в 1974 году в газете «Комсомольская правда», пройдя путь от стажёра и корреспондента до ответственного секретаря и заместителя главного редактора.
В 1986 году был направлен на комсомольскую работу. С 1986 по 1988 — заведующий отделом пропаганды ЦК ВЛКСМ, критиковался газетой «Известия» за «неумелую и слабую работу» с неформалами.
С 1988 по 1995 — главный редактор газеты «Комсомольская правда», член совета АОЗТ «Комсомольская правда». В октябре 1990 года подписал «Римское обращение».
В 1994—1996 годах — член редакционной коллегии еженедельника «Деловой вторник».
В 1995—1996 годах — руководитель пресс-центра ВОПД «Наш дом — Россия».
В 1996—2001 годах — заместитель главного редактора, первый заместитель главного редактора, с 2001 — главный редактор «Российской газеты».
В 2013—2016 годах — член Общественного совета при МВД России.
С 2014 — главный редактор журнала «Родина».
Создатель ряда новых информационных технологий. Автор идеи организации «Прямой линии» — прямого разговора государственного деятеля с читателями газеты, которая была реализована в октябре 1985 года в «Комсомольской правде», после чего была широко распространена во многих российских СМИ. Первым гостем был заместитель министра СССР. Также он предложил печатать в «Комсомольской правде» купоны-вопросники для желающих поехать на нефтегазовые стройки Сибири.
В «Российской газете» Фронин создал новую форму общения с ньюсмейкерами — «деловые завтраки», гостями которых становятся представители власти, политики, деятели культуры, спортсмены. Вопросы гостям задают читатели и журналисты издания — ответы публикуются в газете и на сайте газеты.
В 2012 году в издательстве «Российская газета» вышла книга «Владислав Фронин. Пепел и алмаз». Среди авторов сборника Ядвига Юферова, Владимир Снегирев, Евгений Примаков, Виталий Игнатенко, Владимир Сунгоркин, Геннадий Селезнёв, Наталия Солженицына и другие (ISBN 978-905308-02-4).

### Семья
Женат, дочь Ольга Фронина — журналист.

## Санкции
27 мая 2016 года Президент Украины Петр Порошенко своим указом ввел в действие решение Совета национальной безопасности и обороны от 20 мая о персональных санкциях в отношении представителей российских СМИ. Кроме Фронина, в него включены имена 16 человек

## Награды и звания
- Орден Почёта (15 октября 2010 года) — за заслуги в области печати и многолетнюю плодотворную работу[6]
- Медаль ордена «За заслуги перед Отечеством» II степени (2 августа 2006 года) — за заслуги в области культуры, печати, телерадиовещания и многолетнюю плодотворную работу[7]
- Орден Франциска Скорины (24 сентября 2015 года, Белоруссия) — за значительный личный вклад в создание единого информационного пространства и развитие белорусско-российского сотрудничества в области журналистики[8][9]
- Орден Почёта (19 января 2009 года, Южная Осетия) — за большой вклад в организацию объективного освещения событий вокруг Южной Осетии в августе 2008 года[10]
- Медаль «За трудовое отличие»
- Медаль «В память 850-летия Москвы»
- Заслуженный работник культуры Российской Федерации (14 мая 2016 года) — за большие заслуги в развитии отечественной культуры и искусства, средств массовой информации и многолетнюю плодотворную деятельность[11]
- Почётная грамота Президента Российской Федерации (12 ноября 2019 года) — за заслуги в укреплении дружественных российско-белорусских отношений[12]
- Благодарность Президента Российской Федерации (10 июня 2008 года) — за большой вклад в популяризацию русского языка, активное участие в реализации мероприятий Года русского языка в России и за рубежом[13]
- Почётная грамота Кабинета Министров Украины (10 декабря 2002 года) — за значительный личный вклад в развитие торгово-экономических связей Украины и по случаю завершения Года Украины в Российской Федерации[14]